# Gennaro de Naples et Sicile (1780-1789)
Gennaro de Naples et de Sicile (12 avril 1780 – 1er janvier 1789) est un prince de Naples et de Sicile. Né au Palais royal du royaume de Naples, le prince Gennaro est membre de la dynastie capétienne de Bourbon. Il meurt à l'âge de huit ans de la variole le 1er janvier 1789 au palais de Caserte.

## Biographie
Gennaro est le troisième fils de Ferdinand IV de Naples. Sa mère est la fille de l'impératrice Marie-Thérèse et ainsi la sœur de Marie Antoinette.
Membre de la Maison de Bourbon, il est prince de Naples et de Sicile dès sa naissance. À sa naissance, il est deuxième dans l'ordre de succession après son frère François, duc de Calabre.
À l'âge de 8 ans, en décembre 1788, Gennaro attrape la variole, une maladie qui a déjà emporté son frère aîné, Charles, en 1778 ainsi que son frère Joseph en février 1783.
Gennaro meurt le 1er janvier 1789 et est enterré à la Basilique Santa Chiara de Naples. Avant de mourir, il a le temps de transmettre la maladie à son frère Charles, né en août 1788 et qui meurt le même jour que son frère.

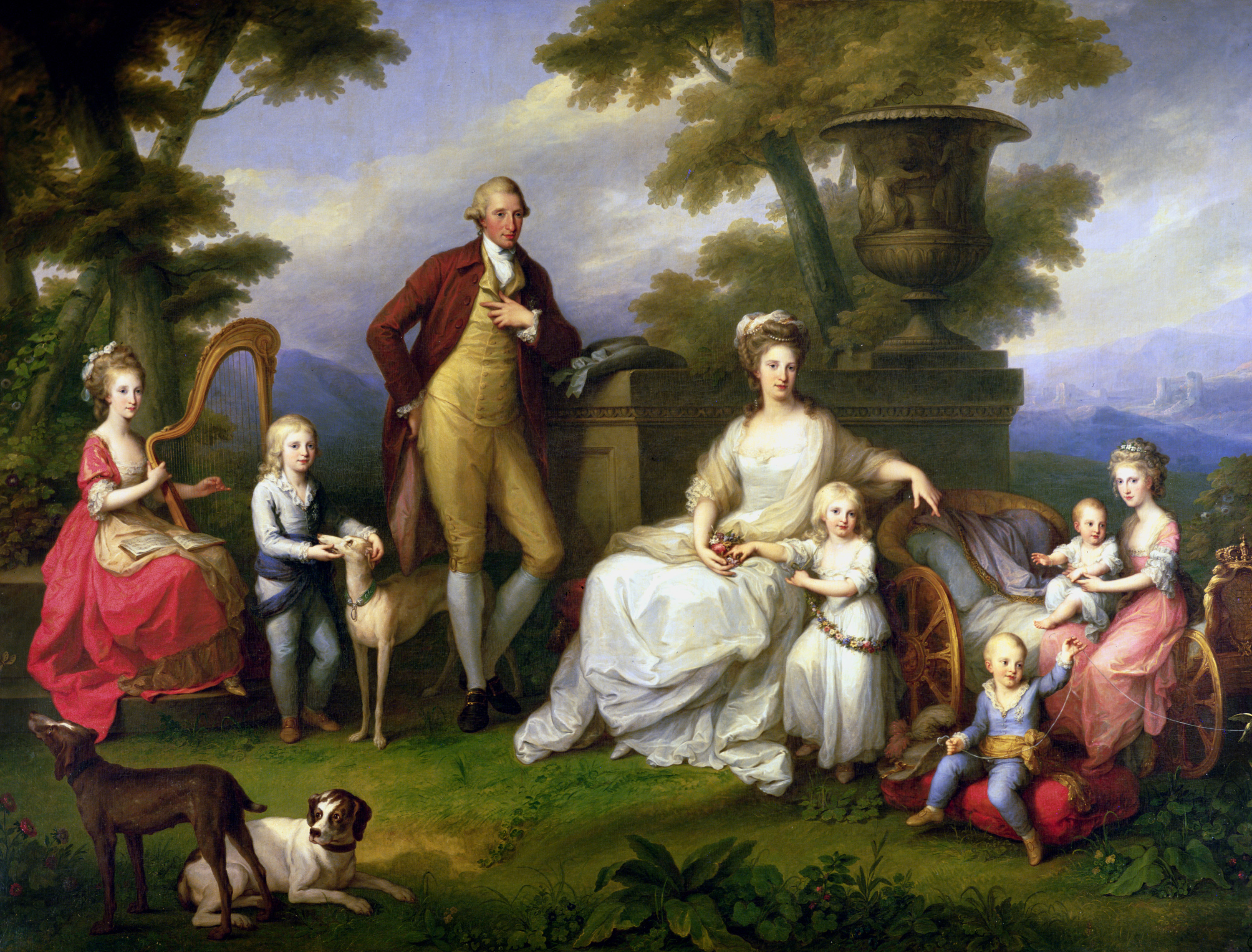
La famille royale de Naples et Sicile en 1783, par Angelica Kauffmann ; (de gauche à droite) la princesse Marie-Thérèse ; le prince Ferdinand ; leur père le roi Ferdinand ; leur mère, Marie-Caroline d'Autriche, tenant la princesse Marie-Christinr ; le prince Gennaro ; la princesse Marie-Amélie dans les bras de la princesse Louise ; le septième enfant du couple royal mourut lors d'une fausse couche pendant la préparation du tableau. L'artiste peint un voile au-dessus de l'enfant, qui était déjà peint dans le berceau.